# Big Bubble Curtain

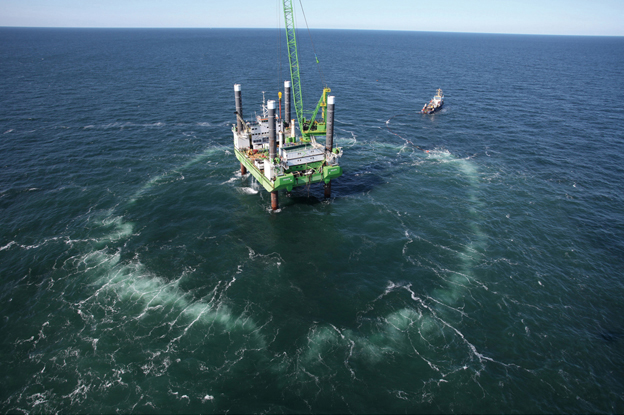
Big Bubble Curtain während der 1. Bauphase von Borkum West II

Der Big Bubble Curtain (BBC) oder auch Großer Blasenschleier (GBS) ist ein Druckluftsystem zur Schalldämpfung im Wasser. Das System wurde nach Auflagen und mit Fördermitteln des Bundesministeriums für Umwelt, Naturschutz, Bau und Reaktorsicherheit (BMUB) entwickelt und dient vor allem als Schallschutz bei Offshore-Rammarbeiten und bei Offshore-Munitionssprengungen. Insbesondere Schweinswale, die im Wasser Ultraschall zur Orientierung einsetzen, und Robben werden durch den Big Bubble Curtain geschützt. In den deutschen Gewässern der Nord- und Ostsee gilt der Grenzwert des BMUB von 160 dB sound exposure level (SEL), im Abstand von 750 m von der Schallquelle gemessen.

## Funktionsweise

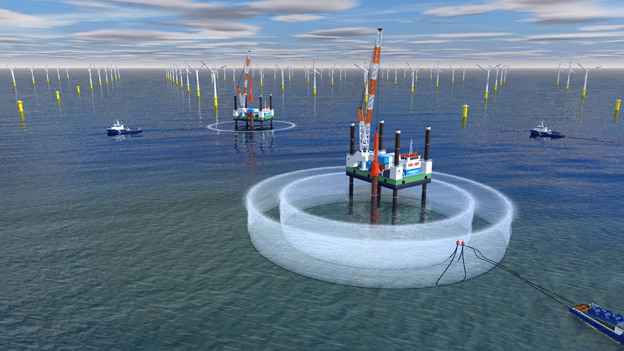
Big Bubble Curtain mit zwei Schlauchringen

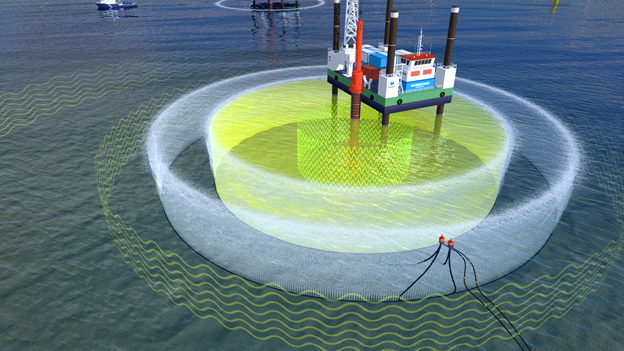
Grafische Darstellung der Schalldämpfung

Ein flexibles Schlauchsystem, das mit speziellen Düsenöffnungen versehen ist, wird in ausreichendem Abstand um den Ort der Schallerzeugung auf dem Meeresgrund verlegt. Je nach Beschaffenheit von Meeresgrund und Wasserströmung können bis zu zwei Ringe eingesetzt werden. Ein mit speziellen Kompressoren ausgerüstetes Schiff presst während der Schallerzeugung mit bis zu 10 bar Luft in das Schlauchsystem. Die Druckluft entweicht durch die vorgesehenen Düsen. Die stetig aufsteigenden Luftblasen verändern die physikalische Beschaffenheit des Wassers. Schallwellen werden mehrfach gebrochen und die Lautstärke wird gemindert.
Das Schlauchsystem kann nach jedem Einsatz wieder geborgen werden. Es ist unabhängig von weiteren Gewerken und hinterlässt keine Spuren im Gewässergrund.
Die maximale Schalldämpfung, die bisher erreicht wurde, liegt mit einem Schlauchring bei 15 dB und mit zwei Schlauchringen bei 18 dB. Das Ausbringen und der Einsatz des Big Bubble Curtains sind in unterschiedlicher Weise abhängig von Windstärke, Wellenhöhe, Wassertiefe, Strömung und den Umweltbedingungen der jeweiligen Baustelle.

## Geschichte und Entwicklung

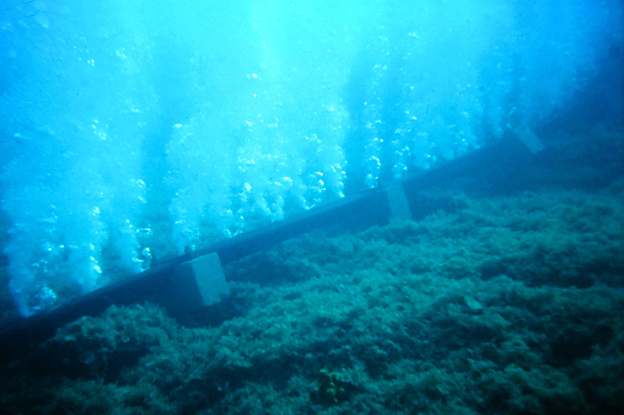
Prototyp des Big Bubble Curtain

Der Big Bubble Curtain hat seine Vorgeschichte bei den Druckluftsperren, die schon seit mehr als 50 Jahren zum Schutz vor Treibgut und Ölteppichen eingesetzt werden. Auf Anregung des NABU Schleswig-Holstein und verschiedener Umweltverbände wurde 2006 zunächst getestet, ob das System der Druckluftsperre auch zur Minimierung von Hydroschall eingesetzt werden kann. In der Kieler Förde sollte Munition aus dem Zweiten Weltkrieg gesprengt werden. Ein nahe gelegenes Schutzgebiet für Schweinswale war akut gefährdet.
2008 kam das System erstmals im Offshore-Bereich der Nordsee bei Rammarbeiten zur Errichtung der Forschungsplattform FINO 3 zum Einsatz. Das BMUB beteiligte sich maßgeblich an den Kosten für die wissenschaftliche Erforschung und Weiterentwicklung. Beteiligt waren darüber hinaus die Universität Hannover und die Unternehmen BioConsult, itap GmbH und Hydrotechnik Lübeck GmbH.
Inzwischen wird der Big Bubble Curtain bei Bauarbeiten nahezu aller Offshore-Windparks und bei Sprengarbeiten in Nord- und Ostsee eingesetzt.